# 尼古拉伯爾切斯庫鄉 (沃爾恰縣)
45°07′N 24°27′E / 45.117°N 24.450°E
尼古拉伯爾切斯庫鄉（羅馬尼亞語：Comuna Nicolae Bălcescu, Vâlcea），是羅馬尼亞的鄉份，位於該國西南部，由沃爾恰縣負責管轄，面積77平方公里，海拔高度292米，2002年人口3,685，人口密度每平方公里48人。